# Anatolij Tarasov
Anatolij Vladimirovič Tarasov (rusko Анатолий Владимирович Тарасов), ruski hokejist, nogometaš, igralec bandyja in hokejski trener, * 10. december 1918, Moskva, Rusija, † 23. junij 1995, Moskva.
Tarasov je kot hokejist med sezonama 1946 in 1953 igral za klub CSKA Moskva, za katerega je na stotih prvenstvenih tekmah dosegel 102 gola, obenem je igral tudi tako v sovjetski nogometni, kot tudi bandy ligi... V letih 1948, 1949 in 1950 je osvojil državni naslov hokejskega prvaka, v sezoni 1947 je bil prvi strelec lige. Še kot igralec je prevzel tudi mesto trenerja pri CSKA leta 1947 in ga z enoletnim presledkom v sezoni 1960/61 zasedal vse do sezone 1974, v tem času je klub pod njegovim vodstvom osvojil sedemnajst naslovov državnega prvaka. Med letoma 1958 in 1972 je bil tudi pomočnik selektorja ali selektor sovjetske reprezentance, ki je pod njegovim vodstvom osvojila tri zlate olimpijske medalje in deset naslovov svetovnega prvaka. Pod njegovim vodstvom je sovjetska reprezentanca postala dominantna sila svetovnega hokeja, zato si je prislužil vzdevek Oče ruskega hokeja. Umrl je leta 1995 v starosti šestinsedemdesetih let.
Leta 1949 je bil sprejet v Ruski hokejski hram slavnih, leta 1974 v Hokejski hram slavnih lige NHL, leta 1997 pa še v Mednarodni hokejski hram slavnih.